# Ба-Сен-Лоран

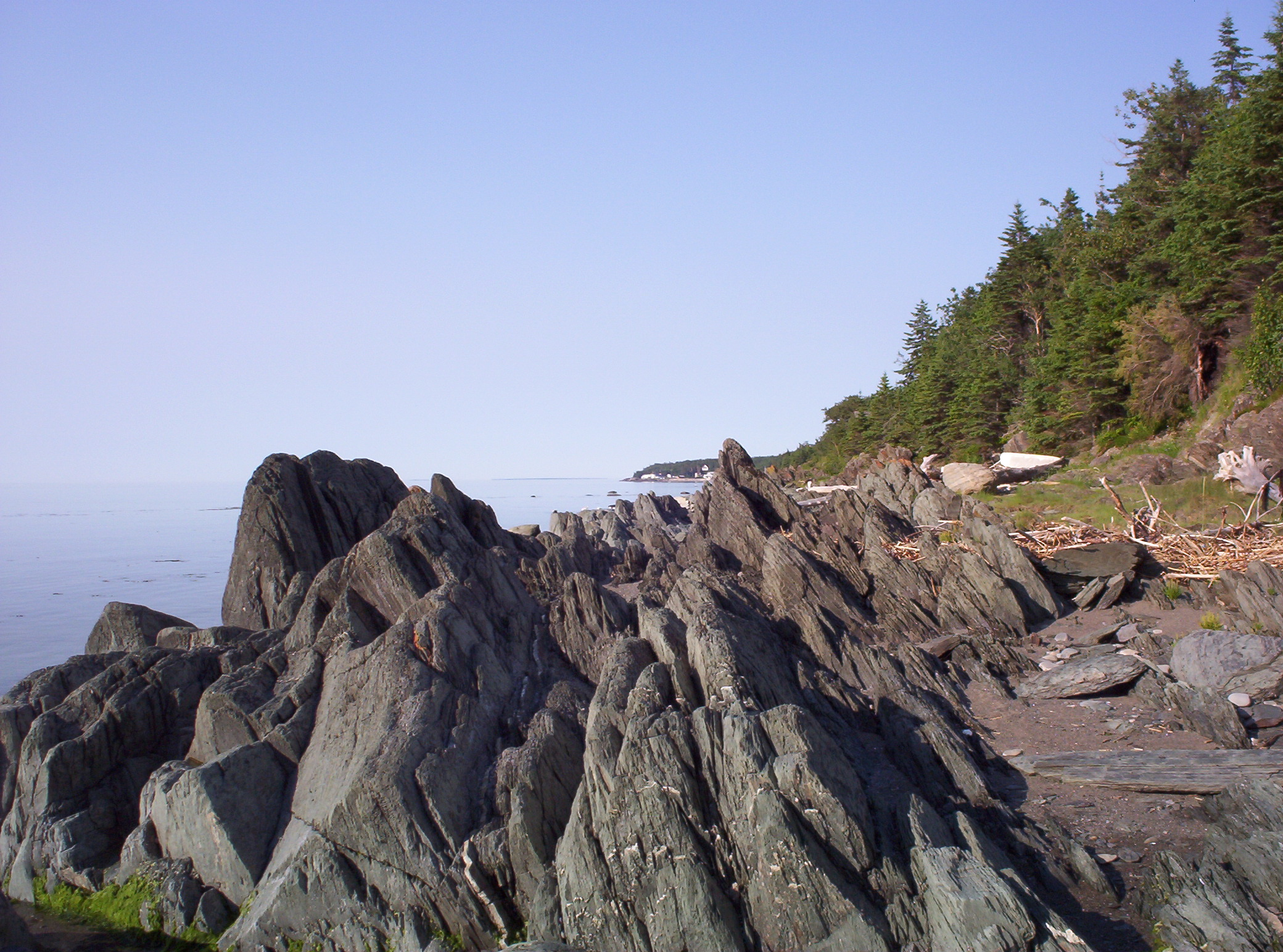
Ба-Сен-Лоран. Беріг річки Святого Лаврентія

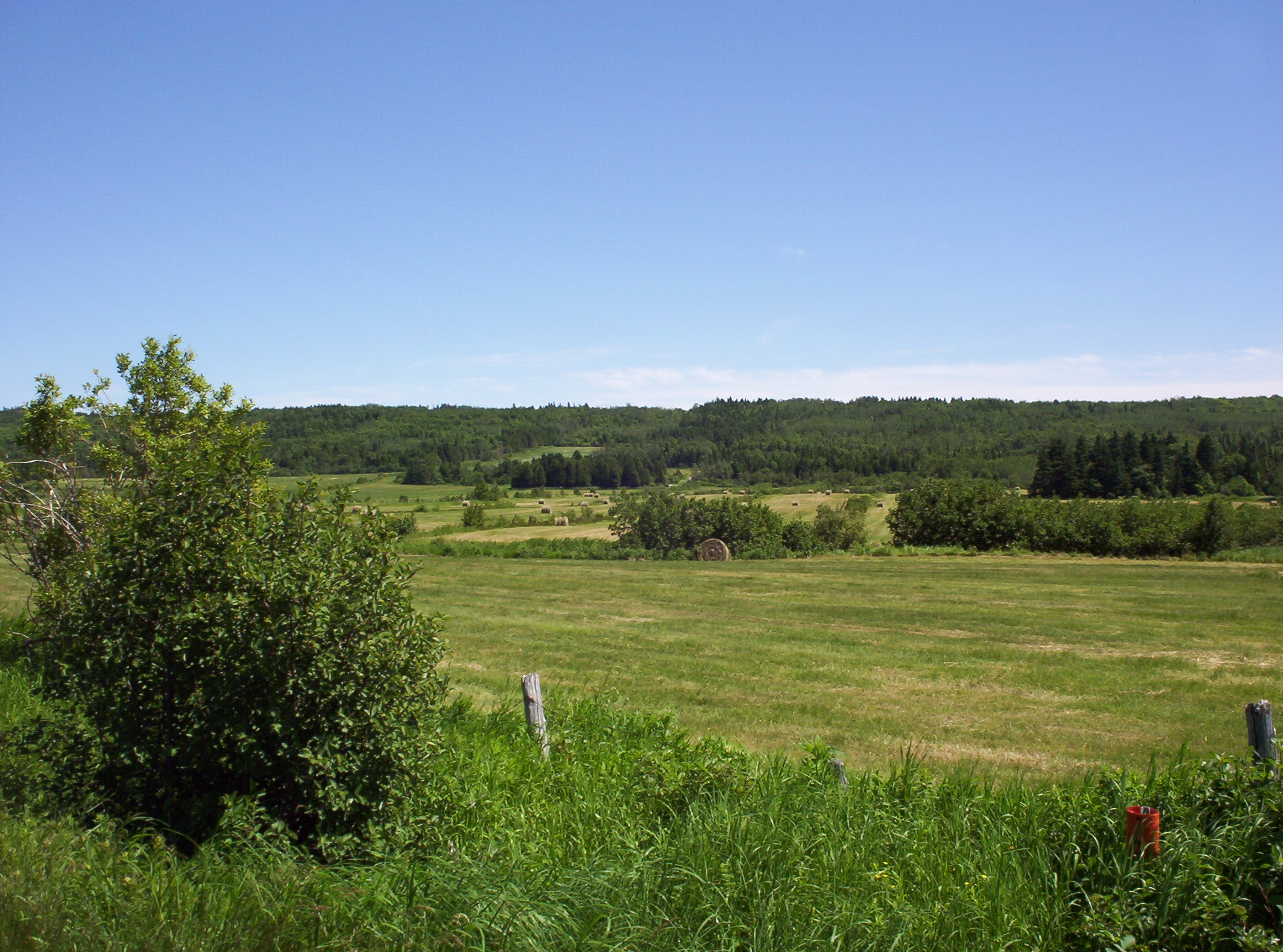
Ба-Сен-Лоран. Сільський пейзаж

Ба-Сен-Лора́н (фр. Bas-Saint-Laurent, досл. «пониззя річки Святого Лаврентія») — адміністративний регіон у провінції Квебек (Канада). У списку регіонів має умовний номер «01».

## Населення
- Населення: 201 882 (2005)
- Народжуваність: 7,8‰ (2004)
- Смертність: 8,4‰ (2003)
- Рідна мова французька в 99,5% населення (2001)
- Іммігранти: 1 200 (0,6%) (2001)

Джерело: Інститут статистики Квебеку Institut de la statistique du Québec [Архівовано 16 лютого 2011 у Wayback Machine.]

Населення міст регіону:
| Назва (українською)    | Назва (французькою) | 1951    | 1961    | 1971    | 1981    | 1991    | 2001    | 2006    |
| ---------------------- | ------------------- | ------- | ------- | ------- | ------- | ------- | ------- | ------- |
| Камураска              | Kamouraska          | 23 797  | 24 499  | 24 111  | 24 508  | 23 268  | 22 494  | 22 360  |
| Рів'єр-дю-Лю           | Rivière-du-Loup     | 25 480  | 27 284  | 28 367  | 31 165  | 31 485  | 31 826  | 33 390  |
| Ле Баск                | Les Basques         | 15 430  | 16 300  | 13 453  | 11 919  | 10 325  | 9 848   | 9 451   |
| Теміскуата             | Témiscouata         | 34 128  | 33 567  | 26 720  | 25 226  | 23 348  | 22 420  | 21 745  |
| Рімускі-Нежет          | Rimouski-Neigette   | 30 093  | 38 805  | 42 055  | 49 021  | 51 288  | 52 289  | 53 545  |
| Ля Мітіс               | La Mitis            | 24 409  | 27 341  | 24 150  | 22 166  | 20 157  | 19 326  | 19 390  |
| Ля Матапедія           | La Matapédia        | 29 792  | 31 544  | 24 556  | 22 106  | 20 887  | 19 920  | 19 386  |
| Матан                  | Matane              | 21 738  | 26 779  | 24 432  | 25 559  | 24 334  | 22 507  | 22 425  |
| Ба-Сен-Лоран (загалом) | Bas-Saint-Laurent   | 204 867 | 226 119 | 207 844 | 211 670 | 205 092 | 200 630 | 201 692 |